# Oberdorf (Solura)
Oberdorf – miejscowość i gmina w Szwajcarii, w kantonie Solura, w jednostce administracyjnej (Amtei) Solura-Lebern, w okręgu Lebern.  

## Demografia
W Oberdorfie mieszka 1 813 osób. W 2021 roku 7,9% populacji gminy stanowiły osoby urodzone poza Szwajcarią. 